# 气缸
1. 進氣
2. 壓縮
3. 動力
4. 排放

四冲程循环

汽缸（cylinder）是指在內燃機或是外燃機中，讓活塞居於其內，允許其上下往復的容器。中國大陸稱气缸，香港稱為氣缸，而台灣稱為汽缸。
在多汽缸引擎中，通常汽缸會並列排成一排，這稱之為汽缸排（bank），好比說V型排列的引擎就由兩組汽缸排呈V字形所構成。而多個或一個汽缸排則構成了汽缸本體（cylinder block）。

## 容積大小
汽缸容積的定義為：汽缸截面積乘以衝程長度，這也稱為掃氣容積。引擎的排氣量大小則是所有汽缸容積的總和。

## 外部連結
- The Long History of Reverse-Cylinder Engine Designs - motocrossactionmag.com